# Krakowiak (muzyka)
Krakowiak – muzyczna forma taneczna oparta na tańcu krakowiak.
Zwykle w formie pieśni dwuczęściowej. Metrum parzyste 2/4. Rytm synkopowany. Tempo szybkie.

## Znane krakowiaki
Fryderyk Chopin – Rondo a la Krakowiak 1828
Ignacy Jan Paderewski – Krakowiak na fortepian h-moll op.5/3
Stanisław Moniuszko – Krakowiaczek na głos i fortepian